# Stephanoxis
Stephanoxis é um gênero de aves apodiformes pertencentes à família Trochilidae, que inclui os beija-flores. O gênero possui duas espécies, que se encontram distribuídas pelo Brasil, Paraguai e Argentina. Anteriormente, as duas espécies sendo consideradas coespecíficas. As espécies do gênero são, comumente, denominadas beija-flores-de-topete.

## Espécies
Em 2015, o SACC passou a considerar os dois táxons como espécies distintas.
| Imagem    | Nome comum                 | Nome científico        | Autoridade     |
| --------- | -------------------------- | ---------------------- | -------------- |
| sembordas | Beija-flor-de-topete-verde | Stephanoxis lalandi    | Vieillot, 1818 |
| sembordas | Beija-flor-de-topete-azul  | Stephanoxis loddigesii | Vigors, 1831   |